# Entreprenadjuridik
Entreprenadjuridik, även entreprenadrätt, är de juridiska frågor som rör utförandet av en entreprenad samt de olika typer av upphandlingar som sker inom ramen för entreprenaden. 
Entreprenadjuridik handlar om de juridiska aspekterna av entreprenadsamarbeten. Det omfattar allt från avtalsrätt och upphandlingsregler till tvister och ansvar. För entreprenörer och byggföretag är det avgörande att förstå och följa dessa regler för att undvika rättsliga problem och ekonomiska förluster.

## Lagar och regler
I Sverige regleras entreprenadjuridik av flera lagar och författningar. Här är några av de viktigaste:
1. AB 04 (Allmänna Bestämmelser för byggnadsentreprenader) och ABT 06 (Allmänna Bestämmelser för tekniska entreprenader) är standardavtalsvillkor som används vid entreprenader. Dessa avtalsvillkor innehåller bestämmelser om allt från prisjusteringar och betalningsvillkor till garantier och försäkringar.
2. LOU, Lagen om offentlig upphandling, reglerar upphandlingar som görs av offentliga myndigheter och enheter. Detta inkluderar entreprenadupphandlingar, och lagen innehåller bestämmelser om konkurrens, transparens och likabehandling av anbudsgivare.
3. LEF, Lagen om elektronisk fakturering, reglerar hur fakturor ska hanteras elektroniskt. Detta är viktigt för att följa reglerna för fakturering och betalning i entreprenadsamarbeten.
4. PBL, Plan- och bygglagen, innehåller bestämmelser om bygglov, planläggning och miljöhänsyn som är relevanta för entreprenörer.

## Viktiga aspekter av entreprenadjuridik
Några av de viktigaste aspekterna av entreprenadjuridik som företagare och entreprenörer bör vara medvetna om inkluderar:
1. Avtal och kontrakt: Ett tydligt och välformulerat avtal är grundläggande för att undvika tvister. Avtalet bör innehålla alla relevanta detaljer, inklusive arbetsomfattning, tidplan, betalningsvillkor och garantier.
2. Ansvar och försäkringar: Det är viktigt att förstå ansvarsfrågor och försäkringskrav i entreprenadsamarbeten för att skydda sig mot eventuella skador eller förluster.
3. Upphandlingsprocessen: Den som är involverad i offentliga upphandlingar måste följa LOU och andra relevanta regler för att säkerställa rättvis konkurrens och efterlevnad av bestämmelserna.
4. Tvister och skiljeförfaranden: Om en tvist uppstår är det viktigt att känna till alternativa tvistlösningsmetoder, såsom skiljeförfaranden, för att undvika kostsamma rättegångar.